# Eurico Gonçalves

Desdobragem, 1982, acrílico sobre tecido, 162 x 243 cm

Eurico Manuel de Melo Gonçalves (Abragão, Penafiel, 1932 – Lisboa, 10 de julho de 2022) foi um pintor, professor e crítico de arte português.

## Biografia e obra
Era irmão do historiador e crítico de arte Rui Mário Gonçalves.
Artista autodidata, a obra de Eurico Gonçalves ancora-se nos princípios do automatismo surrealista desde 1949.
Em 1950-51, escreveu e ilustrou narrativas de sonhos, textos automáticos e poemas, fundindo palavras, desenhos e colagens numa só forma de expressão. As suas figuras iniciais deram progressivamente lugar a simples sinais gráficos, abstratos, gestuais.
Praticada exaustivamente na pintura e no desenho, a sua estética caligráfica insere-se no domínio da renovação do abstracionismo lírico.
Foi bolseiro da Fundação Calouste Gulbenkian em Paris (1966-67).
Desde 1964, Eurico Gonçalves publicou artigos de divulgação de Arte Contemporânea e estudos sobre a Expressão Livre da Criança.
Expôs individualmente pela primeira vez em 1954, na Galeria de Março, Lisboa. Expôs também na Galeria do Diário de Notícias, Lisboa (1958), Galeria 111, Lisboa (1962, 1965), Galeria Quadrante, Lisboa (1968, 1969), Galeria S. Mamede, Lisboa (1970), Galeria Quadrum, Lisboa (1978), etc.
Foi-lhe atribuído o Prémio Almada Negreiros em 1998 (Fundação Cultural Mapfre Vida).
Está representado em coleções públicas e privadas, nomeadamente: Centro de Arte Moderna José de Azeredo Perdigão, Fundação Gulbenkian; Museu do Chiado, Lisboa; Culturgest, Lisboa; Museu Amadeo de Souza-Cardoso, Amarante; Fundação Cupertino de Miranda, Famalicão; Fundação Bienal de Arte de Cerveira, etc.
Colaborou na revista Arte Opinião  (1978-1982).
Faleceu com 90 anos, a 10 de Julho de 2022.

## Prémios e Reconhecimento
Ao longo da sua carreira recebeu vários prémios entre eles: 
- 1998 - Prémio Almada Negreiros [5]
- 2005 - Grande Prémio da Bienal de Vila Nova de Cerveira [6]

O seu nome foi dado a uma das escolas do agrupamento de escolas Lindley Cintra, nomeadamente a Escola Básica Eurico Gonçalves, na Ameixoeira, em Lisboa. 